# 久隅守景
久隅 守景（くすみ もりかげ、生没年不詳）は、江戸時代前期の狩野派（江戸狩野）の絵師。通称は半兵衛、号は無下斎、無礙斎、一陳斎。画印に棒印。狩野探幽の弟子で、最も優秀な後継者。その画力や寛永から元禄のおよそ60年にも及ぶ活動期間、現存する作品数（200点以上）に比べて、人生の足跡をたどれる資料や手がかりが少なく謎が多い画家である。
娘に閨秀（女性）画家として謳われた清原雪信、息子に彦十郎（狩野胖幽）がいる。

## 生涯

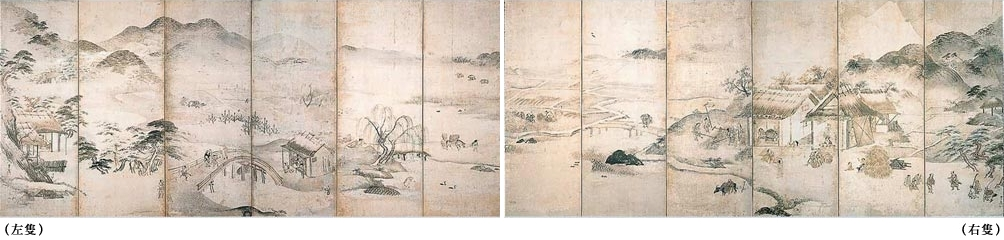
四季耕作図 石川県立美術館蔵 重要文化財

若くして狩野探幽（守信）の門に入り、神足高雲（常庵・守周）、桃田柳栄（守光）、尾形幽元（守義）と共に四天王と謳われた。後の『画乗要略』（天保8年（1831年））では、「山水・人物を得意とし、その妙は雪舟と伯仲、探幽門下で右に出る者なし」と評されている。前半生は狩野派一門内の逸材として重きをなした。その現れに、探幽の妹・鍋と結婚していた神足常庵の娘で、探幽の姪にあたる国と結婚し、師の一字を拝領して「守信」と名乗っている。
この時期の作品で最も早いのは、寛永11年（1634年）の大徳寺の江月宗玩の賛をもつ『劉伯倫図』（富山市佐藤記念美術館蔵）である。他に寛永18年（1641年）に探幽の弟狩野尚信・探幽と尚信の姉婿狩野信政と共に参加・制作した知恩院小方丈下段之間の『四季山水図』や、翌寛永19年（1642年）に探幽・尚信・信政と共に制作した聖衆来迎寺客殿障壁画の『十六羅漢図』、瑞龍寺の『四季山水図襖』8面（高岡市指定文化財）が挙げられる（光明寺にも聖衆来迎寺より後とされる十六羅漢図がある）。この時期は探幽画風を忠実に習い、習作期間に位置づけられる。
守景には1男2女がおり、長女清原雪信と長男彦十郎（狩野胖幽）の2人は父を継いで絵師になっている。しかし、寛文12年（1672年）前後に彦十郎が悪所通いの不行跡などが原因で狩野家から破門された上、師へ讒言した同輩を討ち果たすと口走ったことで投獄、佐渡へ流される。また、雪信も同じ狩野門下の塾生平野国清と駆け落ちをするといった不祥事が続く。これが切っ掛けとなったのか狩野派から距離を置き、後に金沢に向かい、当地で充実した制作活動を送った。
守景の代表作である『夕顔棚納涼図屏風』（東京国立博物館蔵）や『四季耕作図屏風』（石川県立美術館蔵・重要文化財）はこの時期の作品と推定され、農民の何げない日常の一コマや生業のさまなどを朴訥な作風で描き、守景独自の世界を切り開いた。晩年は京都に住み、古筆了仲の『扶桑画人伝』（明治21年（1888年）刊）では、藤村庸軒らの茶人と交わり茶三昧の生活を送ったと記されている。しかし、制作活動は最晩年に至るまで衰えず、『加茂競馬・宇治茶摘図屏風』（大倉集古館蔵・重文）など老いを感じさせない瑞々しい作品を残している。元禄11年（1698年）に庸軒の肖像画を描いたとされ、この後に亡くなったと推定される。
師・探幽とは異なり、味わいある訥々な墨線が特徴で、耕作図などの農民の生活を描いた風俗画を数多く描いた。探幽以後の狩野派がその画風を絶対視し、次第に形式化・形骸化が進むなかで、守景は彼独自の画風を確立したことは高く評価される。彼の少し後の同じ狩野派の絵師で、やはり個性的な画風を発揮した英一蝶と並び評されることが多い。

## 代表作

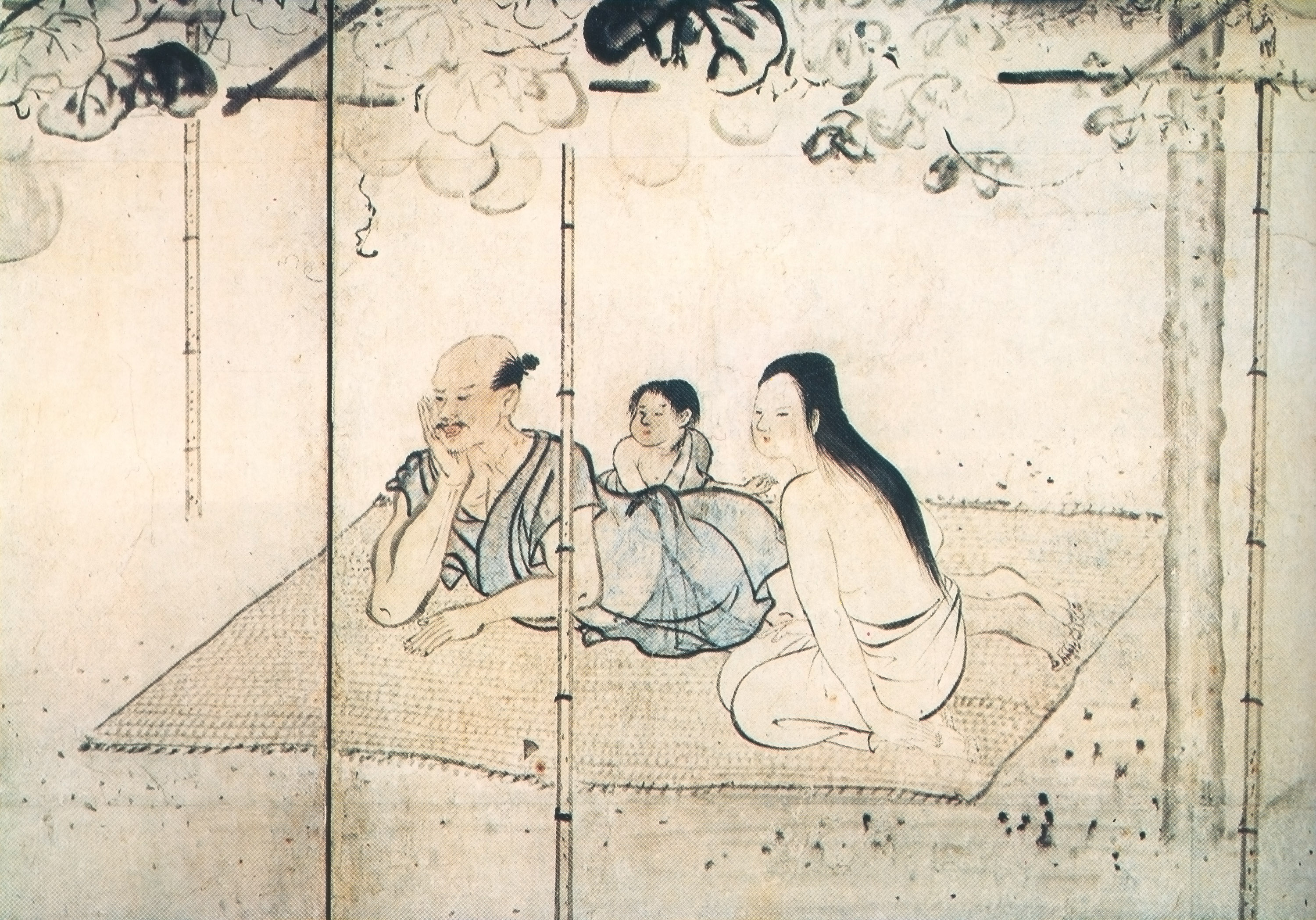
納涼図屏風（部分）

- 納涼図屏風（国宝、東京国立博物館蔵） 二曲一隻 紙本墨画淡彩
  - 守景の代表作として第一に挙げられる作品。国宝指定は昭和27年（1952年）11月22日。指定名は「紙本淡彩納涼図」だが、「夕顔棚納涼図（屏風）」と呼ばれることもある。余白が多いあっさりとした画風や、画面がやや汚れている事などから一見地味な印象をうけ、「最も国宝らしく無い国宝」と云われることもあるが[12]、親子3人がのんびりと涼む姿を深い愛情をもって詩趣豊かに表現した名作である。なお本図と同じ画題は、明誉古磵や山口素絢といった他の江戸時代に活躍した絵師にも見られる。
  - 木下長嘯子の和歌『「夕顔の さける軒端の 下涼み 男はててれ（襦袢、褌、或いは粗末な服） 女（め）はふたの物（腰巻）」 右天下至楽也。有誰如（加）之』に取材した作といわれ[13]、 少し後の村田了阿の『了阿遺書』にも「楽しみは夕顔棚の下涼み男はててら女はふたのして」という似た句がある。父親の襦袢の描写がやや不自然で、後に描き直されたとする研究者[14]もいるが、補筆はされてはいるものの男性の描線と同一だとして元々今の姿だったとする説が有力である[15][16]。また絵を観察すると、夕顔ではなくその変種のひょうたんが描かれており、隠棲の隠喩とも解釈できる。更に、画中の女性がやや若く見える点や、男性によって仕切られ男の子と離されて配置されている点から、男性の妻（男の子の母）ではなく男性の娘と解釈し、画中の親子は守景と息子の彦十郎、娘の清信（1643年 - 1682年）を表しており、守景が理想とした家族像が描かれているとする意見もある。
- 四季耕作図 （京都国立博物館） 六曲一双 紙本墨画淡彩 重要文化財
- 四季耕作図 （石川県立美術館） 六曲一双 紙本墨画淡彩 重要文化財
- 賀茂競馬・宇治茶摘図 （大倉集古館） 六曲一双 紙本金地著色 重要文化財

## 子女
神足常庵の娘国との間に1男2女を儲けた。
- 清原雪信（1643年 - 1682年/1698年） - 平野国清と結婚
- 狩野胖幽（1650年 - 1730年）
- 娘（生没年不詳） - 水戸藩絵師池田幽石（守郷）と結婚